# Rhétien
Stratigraphie
Norien Hettangien
Jurassique inférieur
| Système                                            | Série     | Étage         | Age (Ma)    |
| -------------------------------------------------- | --------- | ------------- | ----------- |
| Jurassique                                         | Inférieur | Hettangien    | plus récent |
| Trias                                              | Supérieur | Rhétien       | 201.3–208.5 |
| Trias                                              | Supérieur | Norien        | 208.5–~228  |
| Trias                                              | Supérieur | Carnien       | ~228–~235   |
| Trias                                              | Moyen     | Ladinien      | ~235–~242   |
| Trias                                              | Moyen     | Anisien       | ~242–247.2  |
| Trias                                              | Inférieur | Olénékien     | 247.2–251.2 |
| Trias                                              | Inférieur | Indusien      | 251.2–252.2 |
| Permien                                            | Lopingien | Changhsingien | plus ancien |
| Subdivision du Trias selon l'IUGS, (Juillet 2012). |           |               |             |

Le Rhétien est le dernier étage stratigraphique du Trias. Il est situé entre ≃205,7 Ma et 201,4 ± 0,2 Ma. Il est précédé par le Norien, deuxième étage du Trias supérieur, et suivi par l'Hettangien, premier étage stratigraphique du Jurassique inférieur (Lias),.
Il a été pour la première fois défini en 1859 par le géologue allemand Carl Wilhelm von Gümbel. Celui-ci a toutefois laissé un doute sur l'origine du nom qui provient soit de la province romaine de Rhétie soit des Alpes rhétiques. Deux termes qui ne recouvrent pas tout à fait la même notion géographique. Mais c'est bien au Tyrol, autrichien et italien, et dans les Grisons que cet étage a été historiquement le plus étudié.
La base du Rhétien est définie par la première apparition du conodonte Misikella posthernsteini dans le profil type de Steinberkogel au-dessus de Hallstatt en Autriche.
Le Rhétien correspond au Keuper supérieur dans la subdivision triasique du bassin germanique.
En Lorraine, il comprend des grès micacés sur lesquels on trouve parfois des marnes de Levallois.

## Évolution de la vie
La base du Rhétien est marquée par un changement évolutif important chez les radiolaires, zooplancton à squelette siliceux. Il voit aussi la fin des bivalves du genre Monotis, qui pouvaient former des couches de lumachelles de plusieurs mètres d'épaisseur.
Le Rhétien supérieur enregistre un des cinq changements évolutifs (extinction de la limite Trias-Jurassique) les plus significatifs dans l'histoire de l'évolution de la vie.

## Sources
- (de) Gümbel, C.W., 1859, Über die Gleichstellung der Gesteinsmasen in den nord-östlichen Alpen mit außeralpinen Flötzschichten: Verh. Ges. Dtsch. Naturf. U. Ärtzte, Karlsruhe, v.54, p. 80-88.
- (en) Krystyn, L., Bouquerel, H., Kuerschner, W., Richoz, S. and Gallet Y. (2007) : Proposal for an austrian candidate GSSP for the base of the Rhaetian stage. In : Lucas, S.G. and Spielmann, J.A., eds., The Global Triassic. New Mexico Museum of Nat. Hist. & Sc. Bull. 41, p. 189-199.